# Tadeusz Zawadzki (harcmistrz)

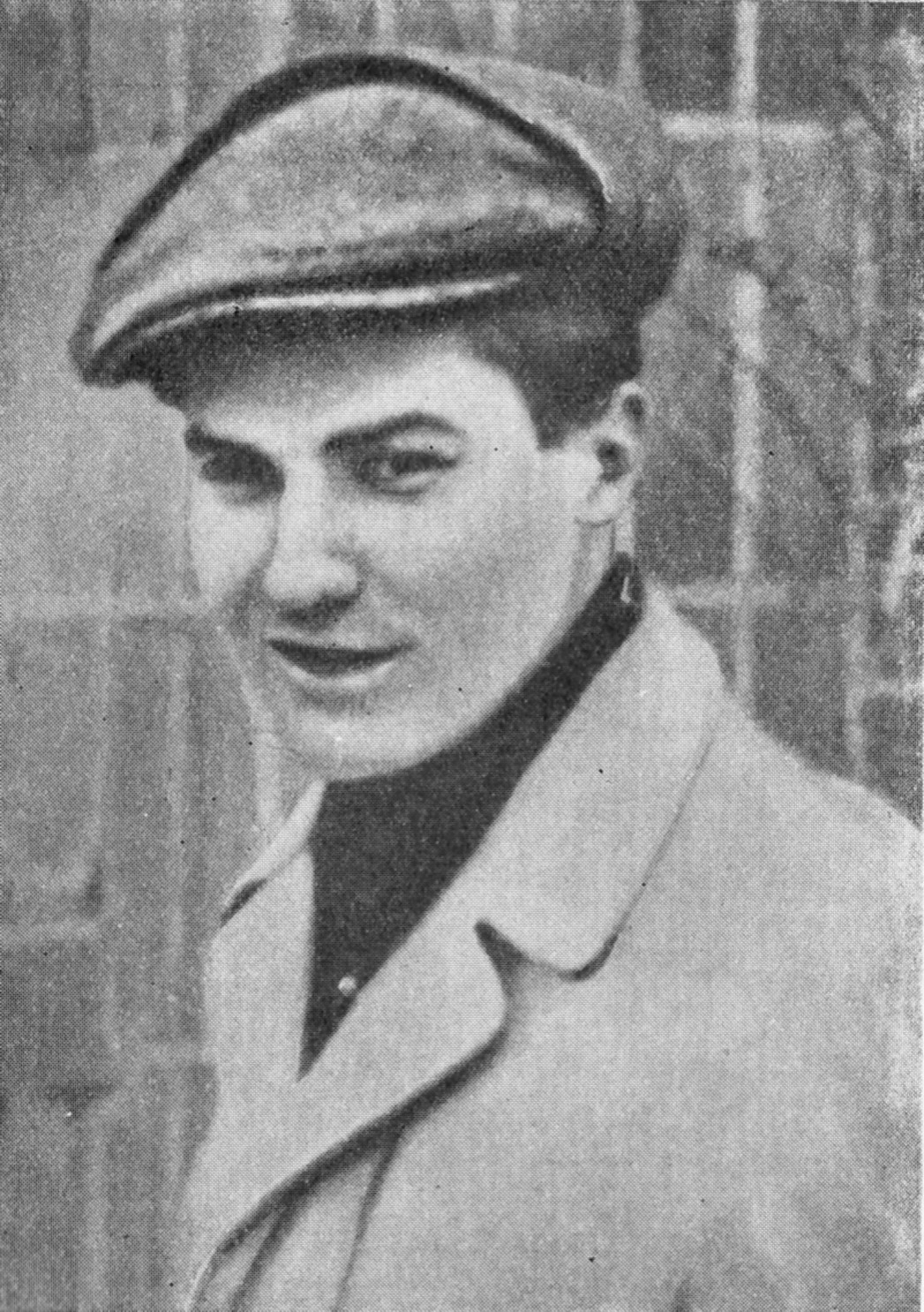
Tadeusz Zawadzki ps. „Zośka”

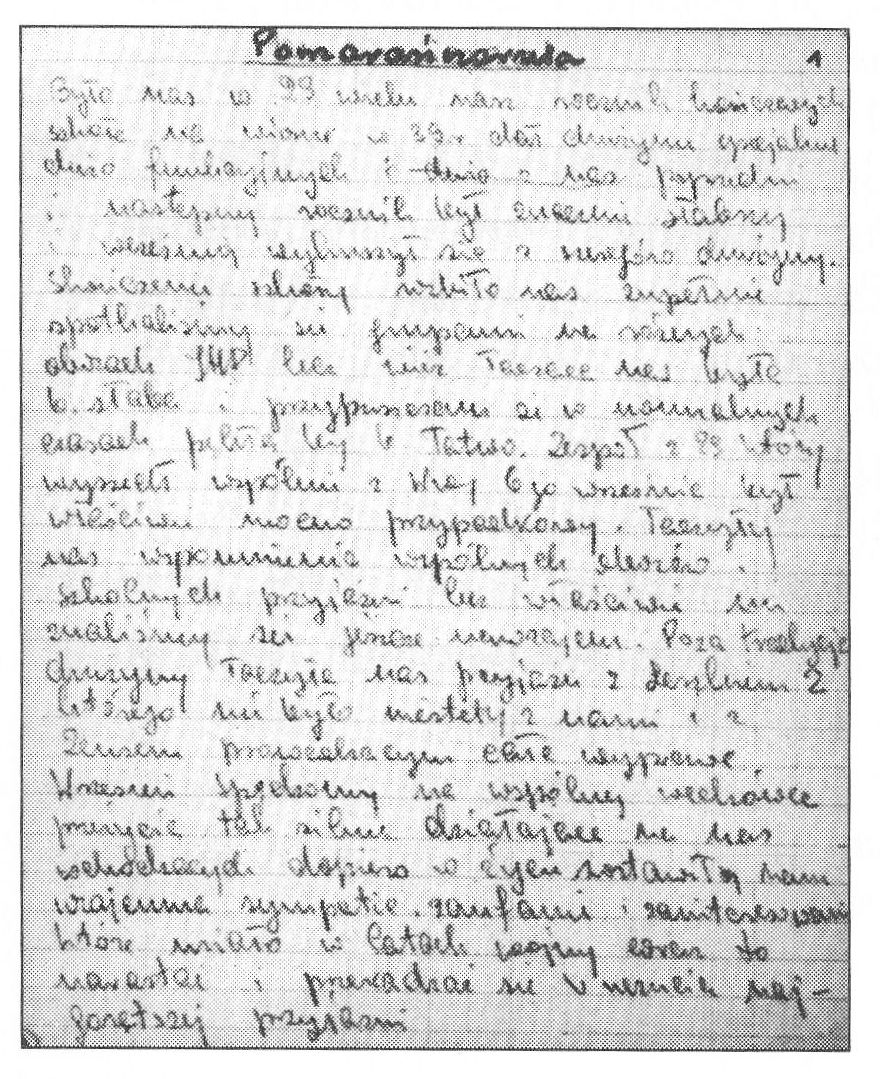
Pierwsza strona jego relacji, na podstawie której Aleksander Kamiński napisał Kamienie na szaniec (1943)

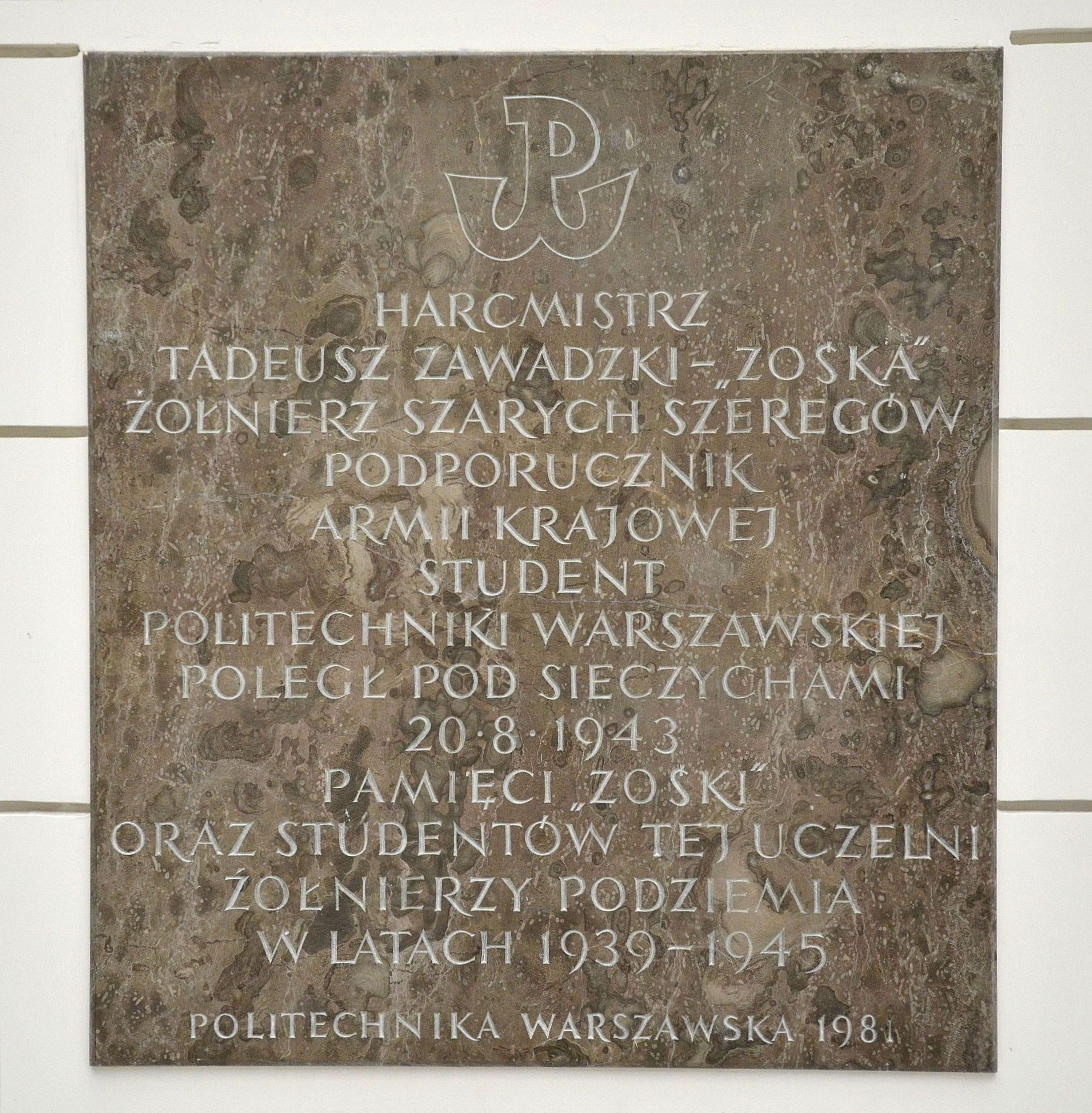
Tablica pamiątkowa w Auli Głównej w Gmachu Głównym Politechniki Warszawskiej

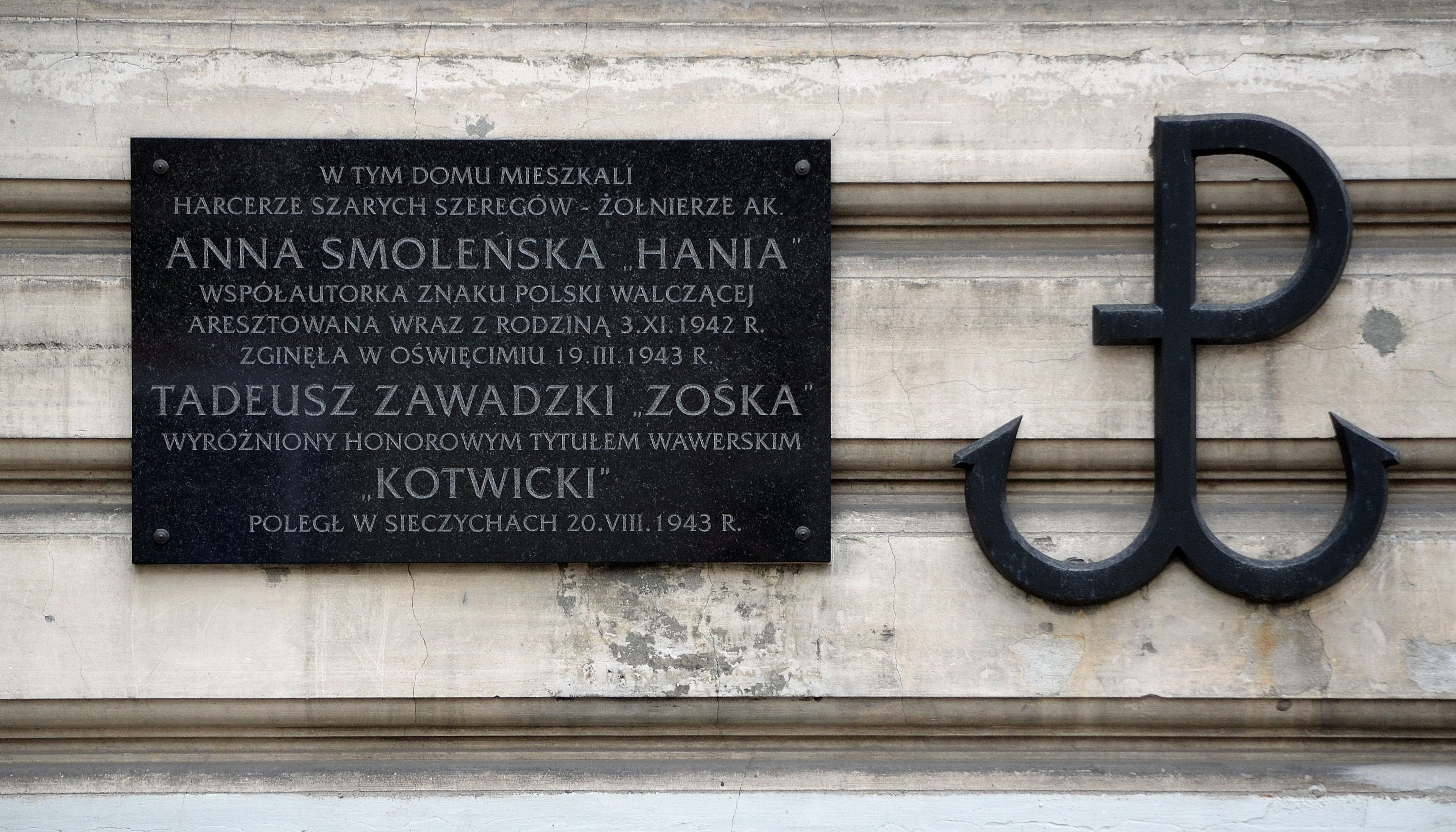
Tablica pamiątkowa na Domu Profesorów Politechniki Warszawskiej przy ul. Koszykowej 75, w którym wraz z rodzicami i siostrą mieszkał Tadeusz Zawadzki

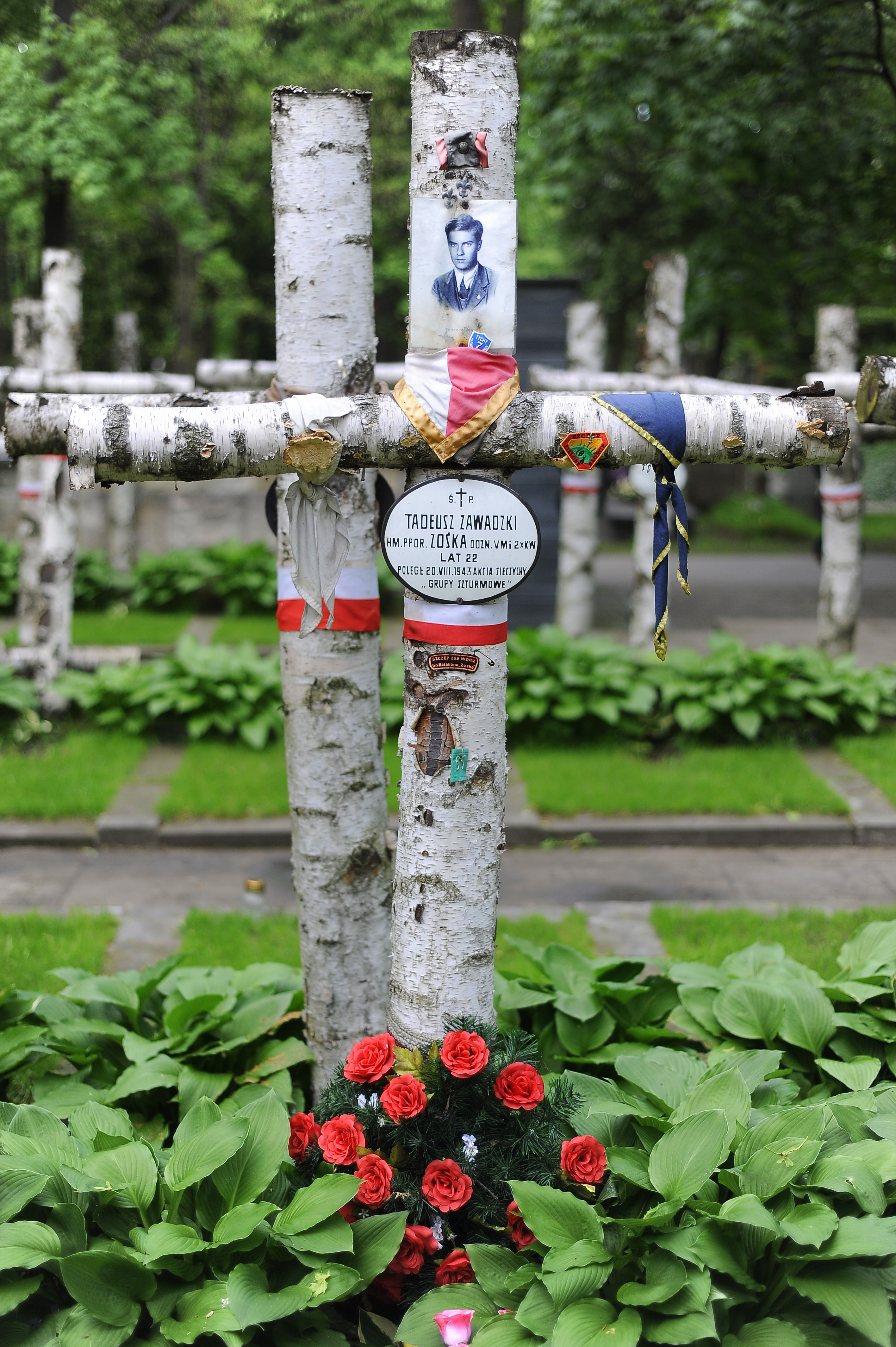
Krzyż na grobie Tadeusza Zawadzkiego w kwaterze Batalionu „Zośka” na warszawskim Cmentarzu Wojskowym na Powązkach

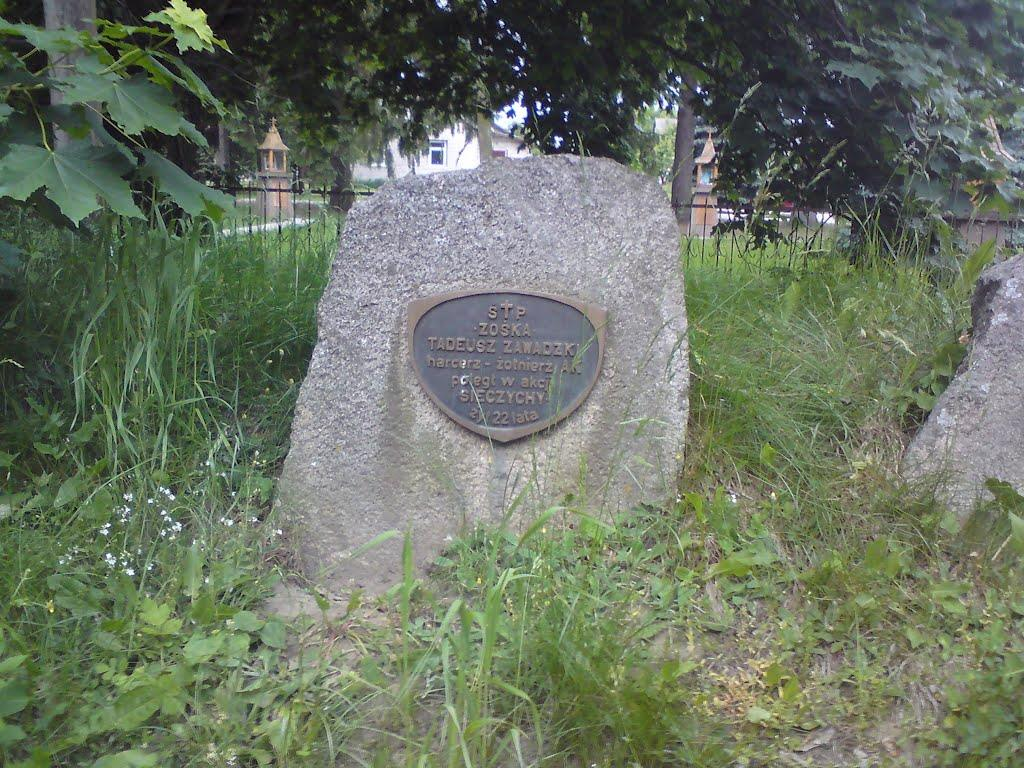
Upamiętnienie w Porządziu

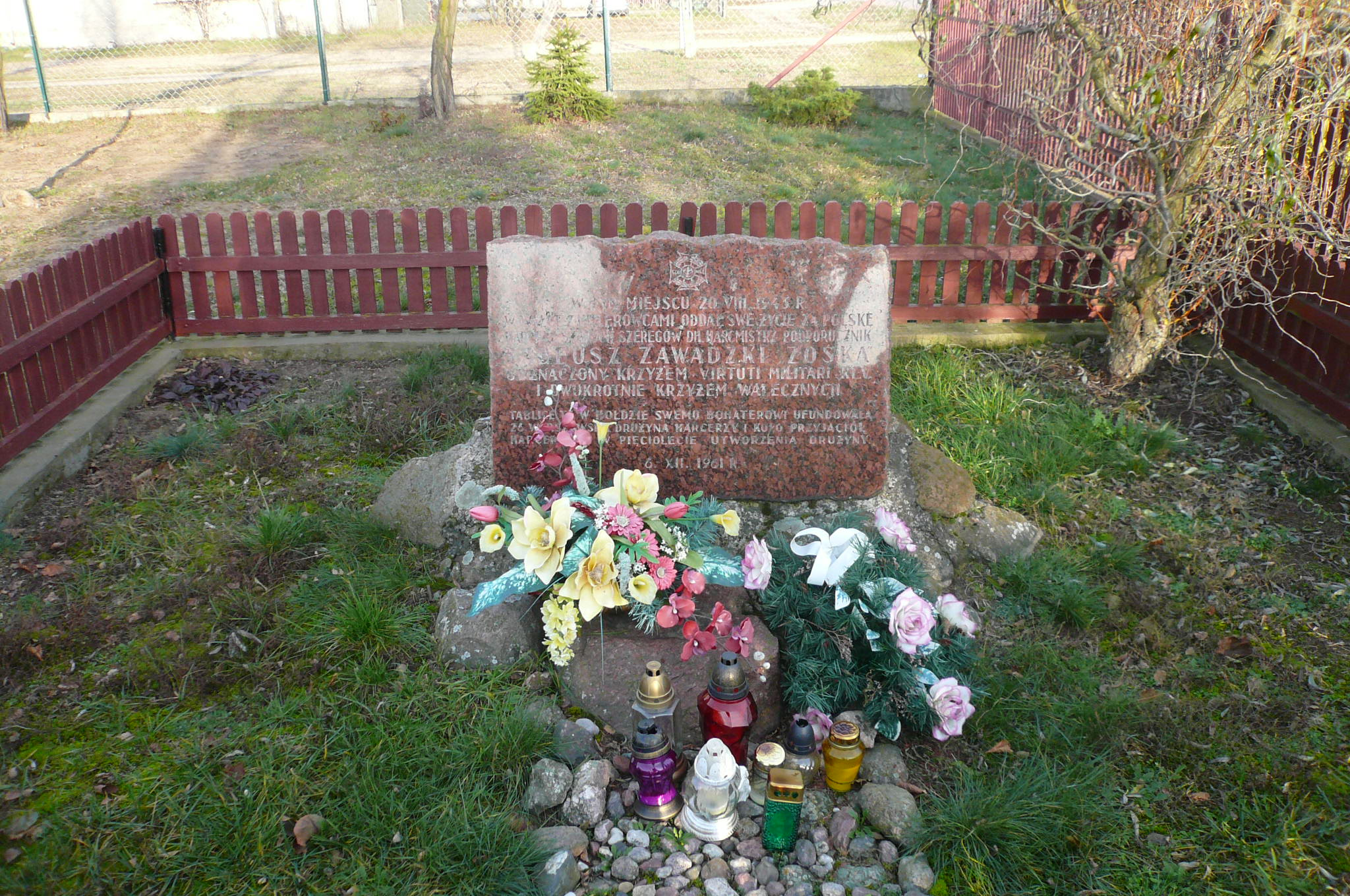
Tablica w Sieczychach, w miejscu śmierci Tadeusza Zawadzkiego

Tadeusz Leon Józef Zawadzki, przybrane nazwisko: Tadeusz Zieliński, ps. Kajman, Kotwicki, Lech Pomarańczowy, Tadeusz, Zośka (ur. 24 stycznia 1921 w Warszawie, zm. 20 sierpnia 1943 w Sieczychach) – polski instruktor harcerski, harcmistrz, podporucznik Armii Krajowej, komendant Grup Szturmowych na terenie Warszawy, jeden z głównych bohaterów książki Aleksandra Kamińskiego Kamienie na szaniec. Odznaczony Krzyżem Srebrnym Orderu Virtuti Militari.

## Życiorys
Syn Józefa Zawadzkiego (inżyniera chemika, późniejszego profesora, dziekana Wydziału Chemicznego i rektora Politechniki Warszawskiej, i Leony (nauczycielki, działaczki oświatowej), z domu Siemieńskiej. Urodził się w kamienicy przy ul. Pięknej 58. W połowie lat 30. rodzina przeniosła się do mieszkania na parterze tzw. Domu Profesorów przy ul. Koszykowej 75, wchodzącego w skład zespołu budynków Politechniki. W okresie letnim Zawadzcy przebywali w swoim domu przy ul. Królowej Jadwigi 11 w Zalesiu Dolnym
Uczył się początkowo w Prywatnej Szkole Powszechnej Towarzystwa Szkoły Mazowieckiej przy ul. Klonowej 16. We wrześniu 1933 rozpoczął naukę w I Państwowym Gimnazjum i Liceum im. Stefana Batorego w Warszawie. W klasie o profilu matematyczno-fizycznym uczyli się późniejsi żołnierze warszawskich Grup Szturmowych: Jan Bytnar, Aleksy Dawidowski i Jan Wuttke. Maturę zdał pod koniec maja 1939.
W harcerstwie od jesieni 1933 w 23 Warszawskiej Drużynie Harcerzy im. Bolesława Chrobrego (tzw. „Pomarańczarnia”). Po wybuchu II wojny światowej wyruszył 6 września z Warszawy na wschód, w składzie harcerskiego batalionu marszowego Chorągwi Warszawskiej.
W konspiracji czynny od października 1939, a kiedy skupieni wokół niego harcerze z 23 WDH utworzyli w 1941 tzw. Wojenną Pomarańczarnię, stanął na jej czele pod pseudonimem „Lech Pomarańczowy”.
Jednocześnie w grudniu 1939 i w styczniu 1940 uczestniczył w akcjach małego sabotażu tajnej organizacji lewicowej Polskiej Ludowej Akcji Niepodległościowej. Od stycznia do lipca 1940 łącznik w komórce więziennej ZWZ (zorganizowanej przez kpt. Zygmunta Hempla i Halinę Starczewską-Chorążynę, a kierowanej później przez Kazimierza Gorzkowskiego).
W marcu 1941 wszedł wraz z kierowaną przez siebie drużyną do Szarych Szeregów i objął tu komendę nad Hufcem Mokotów Górny w Okręgu Południe Chorągwi Warszawskiej. Hufiec ten natychmiast włączył się do Organizacji Małego Sabotażu „Wawer”, w której „Zośka” był komendantem Obwodu Mokotów Górny w Okręgu Południe. W tym czasie Tadeusz był jednym z najwybitniejszych wykonawców głośnych akcji małego sabotażu. Za największą liczbę „kotwic” wymalowanych na terenie swojej dzielnicy, otrzymał od Komendanta Głównego „Wawra” Aleksandra Kamińskiego honorowy pseudonim „Kotwicki”. Wraz ze swoim hufcem uczestniczył także w akcji „N” (prowadzonej przez BiP KG AK dywersyjnej propagandzie w języku niemieckim).
Po ukończeniu kursu podharcmistrzowskiego („Szkoła za Lasem”) w maju – czerwcu 1942 otrzymał z dniem 15 sierpnia 1942 stopień podharcmistrza i pseudonim instruktorski „Kajman”. 13 września 1942 urządził dla swojego hufca całodzienne ćwiczenia polowe w Lasach Chojnowskich pod Warszawą.
W wyniku reorganizacji Chorągwi Warszawskiej Szarych Szeregów w listopadzie 1942 pod pseudonimem „Tadeusz” został hufcowym Roju „Centrum”, dowódcą Grup Szturmowych Chorągwi Warszawskiej (składających się z 4 hufców) i jednocześnie zastępcą por. Ryszarda Białousa „Jerzego” – wojskowego dowódcy GS-ów, czyli Oddziału Specjalnego „Jerzy”, jednego z Oddziałów Dyspozycyjnych utworzonego w tym samym czasie Kedywu KG AK.
Po ukończeniu Zastępczego Kursu Szkoły Podchorążych Rezerwy Piechoty mianowany w styczniu 1943 kapralem podchorążym.
Prawdopodobnie w tym czasie, z uwagi na znaczne obciążenie obowiązkami organizacyjnymi, musiał przerwać naukę (od 1940 uczył się w Państwowej Szkole Budowy Maszyn – działającej jawnie w miejsce Państwowej Wyższej Szkoły Budowy Maszyn i Elektrotechniki im. H. Wawelberga i S. Rotwanda, a od 1942 studiował na Wydziale Chemii Państwowej Wyższej Szkoły Technicznej, czyli tajnej Politechniki Warszawskiej).
W ostatnich dniach kwietnia 1943 spisał, za namową ojca, krótką relację opisującą działalność „Pomarańczarni” i Szarych Szeregów oraz przebieg akcji pod Arsenałem. Stała się ona podstawą do napisania przez Aleksandra Kamińskiego Kamieni na szaniec.

W pamiętniku ojca „Zośki” – Józefa Zawadzkiego można było przeczytać krótką ocenę działań Tadeusza oraz opis jego fenomenu:
„Znajduję w Tadeuszu typ, jaki w najśmielszych marzeniach wyobrazić sobie chciałem, Jako typ nowej młodzieży, która nową, lepszą Polskę budować będzie. Widzę w nim, tak rzadko niestety spotykane, połączenie głębi duchowej, czystych intencji, czystego życia z umiejętnością brania życia w garść i nieprzeciętnym talentem organizacyjnym i wychowawczym”
10 lipca 1943 został zatrzymany przez patrol niemieckiej żandarmerii. Został przewieziony do siedziby Gestapo przy alei Jana Chrystiana Szucha 25, a następnie do Gęsiówki, skąd został zwolniony.
Po ukończeniu pierwszego wojennego kursu harcmistrzowskiego (maj–czerwiec) 15 sierpnia 1943 otrzymał stopień harcmistrza. W tym czasie mianowany podporucznikiem rezerwy piechoty.
Poległ w ataku na strażnicę Grenzschutzpolizei w Sieczychach koło Wyszkowa w nocy z 20 na 21 sierpnia 1943, uczestnicząc w akcji „Taśma” jako obserwator. Pochowany na cmentarzu Powązki Wojskowe w Warszawie (kwatera A20-6-23).
Jego imię nosił batalion Armii Krajowej Szarych Szeregów – batalion „Zośka”.

## Akcje dywersyjne

### Uczestnik
- uczestnik akcji „Wieniec II” w nocy z 31 grudnia 1942 na 1 stycznia 1943 – dowodził patrolem, który wysadził w powietrze przepust kolejowy pod Kraśnikiem,
- 16 stycznia 1943 dowodził wykonaniem wyroku śmierci przy ul. Walecznych 26 na Ludwiku Herbercie (winnym wydania w ręce Gestapo i śmierci Andrzeja Honowskiego, prowadzącego przy ul. Asfaltowej 12 konspiracyjną wytwórnię materiałów wybuchowych dla Kedywu KG AK),
- 2 lutego 1943 uczestniczył w akcji ewakuacyjnej materiałów konspiracyjnych z mieszkania Jana Błońskiego przy ul. Brackiej 23. Od tego miesiąca, kiedy „Jerzy” zagrożony aresztowaniem na kilka miesięcy wyjechał z Warszawy, „Zośka” obok pełnienia funkcji dowódcy warszawskich GS był także p.o. dowódcy OS „Jerzy”,
- 26 marca 1943 dowodził grupą „Atak” w akcji pod Arsenałem („Meksyk II”), podczas której odbito z rąk Gestapo 21 więźniów, wśród nich jego przyjaciela, Jana Bytnara „Rudego”. Za udział w tej akcji otrzymał w maju 1943 Krzyż Walecznych[12].

- 6 maja 1943 uczestniczył (jako obserwator) w próbie porwania SS-Oberscharführera Herberta Schultza (prowadzącego w Gestapo śledztwo w sprawie Grup Szturmowych) zakończonej jego likwidacją,
- w tym samym czasie uczestniczył również w przygotowaniach do odbicia z rąk niemieckich naczelnika „Szarych Szeregów”, Floriana Marciniaka (nieudane akcje: „Meksyk IV”, „Chicago” i „Biała Róża”).

### Dowódca
- odbicie więźniów pod Celestynowem w nocy z 19 na 20 maja 1943 (w obecności kpt. „Mietka” – Mieczysława Kurkowskiego, ówczesnego bezpośredniego zwierzchnika OS „Jerzy” w Kedywie KG AK, który czuwał nad przebiegiem akcji, stanowiącej dla „Zośki” egzamin oficerski),
- wysadzenie mostu kolejowego pod Czarnocinem na Wolbórce w nocy z 5/6 czerwca 1943[13].

## Genealogia
| 4. Tadeusz Zawadzki (1849–1900)   |  |                                              |  |  |                                          |
|                                   |  | 2. Józef Zawadzki (1886–1951)                |  |  |                                          |
| 5. Julia z Domaszewskich Zawadzka |  |                                              |  |  |                                          |
|                                   |  |                                              |  |  | 1. Tadeusz Zawadzki zm. 20 sierpnia 1943 |
| 6. Leon Siemieński (1840–1884)    |  |                                              |  |  |                                          |
|                                   |  | 3. Leona z Siemieńskich Zawadzka (1885–1940) |  |  |                                          |
| 7. Zofia z Zielonków Siemieńska   |  |                                              |  |  |                                          |
|                                   |  |                                              |  |  |                                          |

## Ordery i odznaczenia
- Krzyż Srebrny Orderu Virtuti Militari[14] nr 13452[15]
- Krzyż Komandorski z Gwiazdą Orderu Odrodzenia Polski (pośmiertnie, 2009)[16]
- Krzyż Walecznych (maj 1943) – za akcję pod Arsenałem[14]
- Krzyż Walecznych (pośmiertnie) – za akcję w Sieczychach[14]

## Upamiętnienie
- Tablica pamiątkowa w Auli Głównej w Gmachu Głównym Politechniki Warszawskiej odsłonięta 28 października 1981[17].
- Tablica pamiątkowa na bocznej ścianie Domu Profesorów przy ul. Koszykowej 75, gdzie mieszkał wraz z rodzicami i siostrą[18].
- Tablica na skwerze jego imienia przed centrum handlowym Arkadia[19][20].
- Tablica wolnostojąca we wsi Sieczychy, gdzie zginął 20 sierpnia 1943.
- W 2017 samorząd Piaseczna i Chorągiew Stołeczna ZHP podjęły decyzję o wspólnym zakupie drewnianego domu w Zalesiu Dolnym, który od 1929 należał do rodziny Zawadzkich, a w okresie okupacji odbywały się m.in. spotkania i szkolenia Szarych Szeregów. W budynku ma powstać centrum edukacji[21][22].